# Billy Denis
Billy Denis (* 18. November 1998 in Antwerpen) ist ein belgischer Eishockeyspieler, der seit 2017 in der Mannschaft der Lindenwood University in der National Association of Intercollegiate Athletics spielt.

## Karriere
Billy Denis begann seine Laufbahn als Eishockeyspieler in Schweden beim Grästorps IK, wo er den Nachwuchsbereich durchlief und in der Spielzeit 2015/16 auch in der drittklassigen Hockeyettan zum Einsatz kam. Anschließend zog es ihn nach Nordamerika, wo er zunächst beim South Muskoka Shield aus der kanadischen Greater Metro Hockey League spielte. 2017 nahm er ein Studium an der Lindenwood University auf und spielt seither für deren Studentenmannschaft in der National Association of Intercollegiate Athletics.

### International
Für Belgien nahm Denis im Juniorenbereich an den U18-Weltmeisterschaften 2015 und 2016 sowie der U20-Weltmeisterschaft 2016 jeweils in der Division II teil.
Für die Herren-Nationalmannschaft spielte Denis erstmals bei der Weltmeisterschaft der Division II 2018.